# Selección masculina de hockey sobre hierba de India

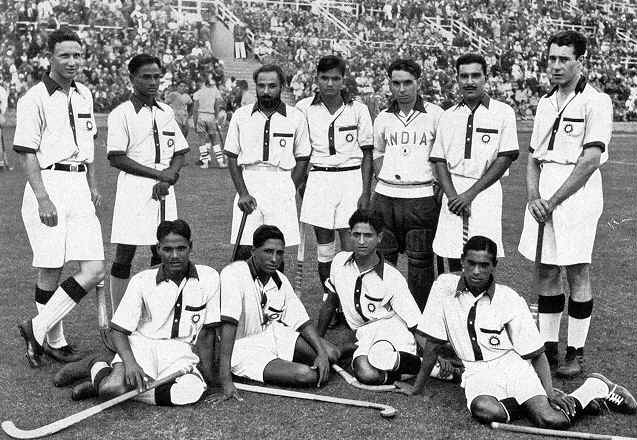
Selección india de Hockey sobre césped en 1936

La selección masculina de hockey sobre hierba de India es el equipo masculino de hockey sobre hierba que representa a la India en los torneos de selecciones nacionales. Al igual que en otros deportes, India mantiene una fuerte rivalidad en hockey con Pakistán.
La selección india logró seis medallas de oro consecutivas en los Juegos Olímpicos de 1928 a 1956, otros dos oros en 1964 y 1980, una plata en 1960 y tres bronces en 1968, 1972, y 2020. Además, logró el primer puesto en el Campeonato Mundial de 1975, el segundo puesto en 1973 y el tercero en 1971.
A partir de la década de 1980, el equipo continuó clasificando a los torneos internacionales pero con menor éxito. En el Campeonato Mundial obtuvo el quinto puesto en 1982 y 1994, y el sexto puesto en 1978. En Los Juegos Olímpicos, acabó quinto en 1984 y sexto en 1988. En el Champions Trophy obtuvo el tercer puesto en 1982, y el cuarto puesto en 1983, 1996, 2002, 2003, 2004, 2012 y 2014. En la Liga Mundial obtuvo el tercer puesto en 2014/15 y el sexto en 2012/13.
En los juegos olímpicos 2024 obtuvo la medalla de bronce después de vencer a España 2-1 en el certamen por la medalla de bronce.
A nivel continental, la selección india ha triunfado en los Juegos Asiáticos de 1966, 1998 y 2014, los Juegos de Asia del Sur de 1995, la Copa Sultán Azlan Shah de 1985, 1991, 1995, 2009 y 2010, y la Copa Asiática de 2003 y 2007, el Champions Trophy de Asia de 2011. A su vez, consiguió el segundo puesto en los Juegos de la Mancomunidad de 2010 y 2014.

### Medallistas con 3 o más medallas
- 4 medallas: 3 de oro y una de plata en los Juegos Olímpicos de 1948, 1952, 1956 y 1960: Leslie Claudius.
- 4 medallas: 3 de oro y una de plata en los Juegos Olímpicos  de 1952, 1956, 1960 y 1964: Udham Singh Kular.
- 3 medallas de oro en los Juegos Olímpicos de  1948, 1952 y 1956: Ranganathan Francis, Balbir Singh Sr. y Randhir Singh Gentle.
- 3 medallas de oro en los Juegos Olímpicos de  1928, 1932 y 1936: Richard Allen y Dhyan Chand.
- 3 medallas: oro, plata y oro en los Juegos Olímpicos  de 1956, 1960 y 1964: Shankar Lakshman.